# Laure Tabet
Laure Tabet eller Thabet, född 1896, död 1981, var en syrisk-libanesisk feminist. Hon nämns en en av den första kvinnorörelsens pionjärer i sitt land. 
Hon tillhörde den kristna överklassen och var gift med George Bey Thabet. 
Hon nämns som en av den syrisk-libanesiska kvinnorörelsens pionjärer vid sidan av Labibah Thabit, Ibtihaj Kaddoura, Adèle Nakhou, Evelyn Boustros, Rose Shihaa, Najla Saab och Emily Fares Ibrahim. De tillhörde en grupp bildade sekulära kvinnor som hade fått utbildning av västerländska missionärer och lagt av sig slöjan, och som stödde självständighet från kolonialmakten, men som i likhet med samtida modernistiska arabnationalister menade att en ny självständig nation inte skulle bli framgångsrik om den inte inkluderade kvinnor bland sina aktiva medborgare. 
Hon grundade 1923 "Lebanese Girls' Protection Association" för beskydd av prostituerade och hemlösa kvinnor. 
Hon var aktiv i Syrian-Lebanese Women's Union. När Syrian-Lebanese Women's Union år 1947 splittrades i Women’s Union under Ibtihaj Qaddoura och Christian Women's Solidarity Association, blev hon ordförande för den senare, som var paraplyorganisation för de kristna kvinnogrupper. 
Kvinnlig rösträtt infördes 1952. Tre kvinnor vann medlemskap i kommunfullmäktigevalet i Beirut 1953: Ibtihaj Qaddoura, Laure Tabet och Elaine Rayhan.